# Igneocnemis atripes
Igneocnemis atripes – gatunek ważki z rodziny pióronogowatych (Platycnemididae). Endemit Filipin, stwierdzony tylko na wyspie Mindanao.